# Mbabane Highlanders FC
El Mbabane Highlanders Football Club és un club de futbol swazi de la ciutat de Mbabane.

## Palmarès
- Lliga swazi de futbol:[1]

1976, 1980, 1982, 1984, 1986, 1988, 1991, 1992, 1995, 1997, 2000, 2001
- Copa swazi de futbol:[2]

1983, 1985, 1990, 1997, 1999, 2009, 2010
- Charity Cup swazi de futbol:[2]

1998, 2007, 2008, 2010, 2019
- Trade Fair Cup swazi de futbol:[2]

1999